# 파르케 오에스테역
파르케 오에스테 역(스페인어: Parque Oeste)은 마드리드 지하철 12호선의 역이다. 마드리드 지방 알코르콘 시에 위치해 있다. 요금구역상으로는 B1구역에 속한다.

## 역사
2003년 4월 11일 12호선 전 구간 개통과 함께 문을 열었다. 이곳에서 레이 후안 카를로스 대학교 알코르콘 캠퍼스와 파르케 오에스테 상업지구로 향할 수 있다.

## 환승 정보
역 주변에 버스 정류장이 두 곳 있다.
버스
- 알코르콘 시내버스
  - 1번 노선 (주간)

지하철
| 마드리드 지하철        | 마드리드 지하철        | 마드리드 지하철                          |
| ---------------------- | ---------------------- | ---------------------------------------- |
| 알코르콘 센트랄 순환선 | 마드리드 지하철 12호선 | 우니베르시다드 레이 후안 카를로스 순환선 |